# Irene Wosikowski
Irene Wosikowski (9 février 1910 - 27 octobre 1944) est une militante politique allemande membre du Parti communiste d'Allemagne. Active sous la république de Weimar, elle continue à militer après l'arrivée au pouvoir des nazis, dans l'illégalité, de 1933 à 1935. Elle passe les deux années suivantes à Moscou, après quoi, selon les instructions du parti, elle emménage à Paris, devenue l'une des deux capitales de facto du Parti communiste allemand en exil. Elle s'intéresse à l'éducation politique jusqu'en 1940, année où elle est envoyée au camp d'internement de Gurs. Après son évasion, elle rejoint la Résistance. Vivant dans la clandestinité, elle réussit à rester en liberté jusqu'en juillet 1943, malgré la nature extrêmement dangereuse d'une grande partie de son travail, qui comprend l'approche des soldats allemands et des discussions « politiques » pour tenter de les persuader de faire face à l'accélération de la sauvagerie de la Shoah. Après son arrestation, Wosikowski est soumise à la torture soutenue et ramenée en Allemagne où elle est exécutée à la prison de Plötzensee,,,,.

## Biographie

### Jeunesse
Judith Auer Irene Wosikowski est née à Dantzig et a grandi dans un foyer social-démocrate politisé. Plus tard, sa mère, Alice Wosikowski (en) (1886-1949), devient députée au Bürgerschaft de Hambourg. Son père, l'ouvrier Wilhelm Wosikowski, est tué en octobre 1914 au début de la Première Guerre mondiale, alors qu'elle a quatre ans. La pension accordée aux veuves des soldats tombés au combat est maigre, et sa mère a du mal à subvenir aux besoins de la jeune famille. Le frère aîné d'Irene, Eberhard (né en 1908) est contraint par la pauvreté de la famille de quitter temporairement le collège. En 1911, Wilhelm Wosikowski avait une interdiction d'emploi (Berufsverbot) à Dantzig en raison de son implication dans les syndicats et la famille était partie pour Kiel. En 1921, Alice Wosikowski épouse le frère de son mari décédé et la famille déménage de nouveau, cette fois à Hambourg.

### Politique
Irene Wosikowski fréquente une Handelsschule (de) (école à orientation commerciale) et, à la fin du cycle intermédiaire, prend un emploi de dactylographe. Elle est embauchée par la branche hambourgeoise de la mission commerciale soviétique qui l'envoie à Berlin en 1930. Elle n'a que 14 ans en 1924 lorsqu'elle rejoint les Jeunes communistes : entre 1926 et 1930, elle est la « dirigeante politique » (politische Leiterin) du groupe des Jeunes communistes de Hambourg. 1930 est l'année où elle rejoint le Parti communiste. En 1932, elle devient membre du Antimilitaristischer Apparat Abteilung Militärpolitik (AM-Apparat), qui est généralement identifié comme un nom de couverture pour les services de renseignement du Parti communiste.

### Années sous le nazisme et exil à Moscou
Le changement de gouvernement en janvier 1933 est suivi d'une transition rapide vers une dictature à parti unique unique. En mars 1933, indépendamment de toute subtilité juridique résiduelle, la police et les tribunaux commencent à fonctionner sur la base qu'appartenir au Parti communiste est un acte de trahison. Irene Wosikowski devient alors membre de l'équipe dirigeante de la région de Berlin du parti (Landesleitung). En 1934, les autorités programment son arrestation, mais alertée à temps, elle s'échappe et part en Tchécoslovaquie. Les sources manquent de précision sur ses mouvements au cours de ces mois, mais courant 1935, elle déménage à Moscou où, en septembre de la même année, elle est inscrite à un cours de deux ans à l'école internationale Lénine du Komintern. Dans ce contexte, les militants sont fréquemment désignés par des pseudonymes. Le « nom de parti » d'Irene Wosikowski est « Helga Rühler ».

### Paris
Fin 1937, le Parti envoie Wosikowski à Paris où elle travaille comme dactylographe et « collaboratrice politique » dans la rédaction de la Deutsche Volks-Zeitung. Cette version est un hebdomadaire de langue allemande publié par et pour les exilés politiques germanophones. En plus de son travail à la rédaction, elle s'implique dans la distribution d'une publication destinée aux lecteurs à travers l'Europe et l'Amérique. Pendant un certain temps, elle travaille également en tant qu'assistante proche de Franz Dahlem qui, après 1945, jouira d'une longue carrière en tant que haut responsable politique national dans la zone d'occupation soviétique et en République démocratique allemande. Le gouvernement français accorde l'asile politique à Wosikowski, mais ne lui fournit pas de permis de travail, elle est donc désespérément à court d'argent. Elle reçoit un certain soutien de la Ligue allemande des droits de l'homme et du Comité Rothschild, mais les montants en question sont très faibles. Pendant son séjour à Paris, elle vit avec d'autres réfugiés dans des « hôtels de migrants » bon marché.

### Seconde Guerre mondiale
Bien que les gouvernements français et britannique aient déclaré la guerre à l'Allemagne nazie après l'invasion allemande de la Pologne au début du mois de septembre 1939, dans les rues de Paris, il n'y a pas de changements soudains, même après que l'invasion de la Pologne par l'Union soviétique. Le 10 mai 1940, l'armée allemande envahit cependant la France, et cette fois l'impact à Paris est immédiat, notamment pour les exilés politiques d'Allemagne. Toutes les femmes allemandes de France sont sommées de se présenter aux autorités le 13 mai 1940. Irène Wosikowski ne peut se conformer à cette exigence car elle est arrêtée pendant la nuit du 12 au 13 mai et emmenée au camp d'internement de Gurs au sud de Bordeaux. L'armée allemande envahit le nord de la France en environ six semaines. Aux termes de l'armistice franco-allemand du 22 juin 1940, la moitié nord de la France est désormais placée sous contrôle allemand direct, tandis que la moitié sud est dirigée par un gouvernement fantoche. Au cours des années suivantes, l'autonomie déjà limitée du gouvernement de Vichy sera encore diminuée, mais en 1940, il est significatif que le camp d'internement ne soit pas situé dans la Zone occupée mais, ainsi que les villes importantes de Toulouse, Lyon et Marseille, dans la Zone libre.

### Internement
Le camp de Gurs avait été mis en place à la fin de la guerre civile espagnole en tant que camp de réinstallation pour les combattants fuyant l'Espagne franquiste. Sportive engagée, Wosikowski organise d'autres internés pour qu'ils deviennent plus actifs physiquement. Deux autres internées, Luise Kraushaar et Thea Saefkow (de), travaillaient aussi pour le Parti à Paris et dans le camp. Fin juin 1940, les trois femmes s'échappent. Wosikowski prend le train pour Marseille, avec l'intention de rejoindre la Résistance.

### Marseille
Dans le train, elle est prise dans un contrôle d'identité et arrêtée par un policier français. Elle est détenue à la prison des Baumettes, un pénitencier de Marseille réservé à l'époque aux femmes « dangereuses », jusqu'en janvier 1941. Après sa libération, elle doit se présenter régulièrement à la police de Vichy. Ce qu'elle ignore, c'est que les services de sécurité allemands ont fini par placer son nom, ainsi que l'un de ses noms de couverture, « Erna », sur la Sonderfahndungsliste (de) des opposants au gouvernement à rechercher après toute invasion allemande réussie de l'Union soviétique. Au cours de la première partie de 1941, à l'aide de faux papiers d'identité, elle se joint à d'autres pour former un groupe de résistance allemand à Marseille. Elle partage un appartement avec une autre émigrée allemande, Thérèse Schmidt, et gagne une petite somme d'argent grâce à la confection de vêtements. Avec d'autres membres du Parti communiste d'Allemagne, tels que Fritz Fugmann, Walter Janka (en) et Adolf Ende (de), elle maintient le contact avec des internés / prisonniers toujours détenus dans les camps d'internement français, dont beaucoup sont d'anciens combattants de la guerre d'Espagne. Elle aide également à organiser la livraison de colis alimentaires,.
La nature du travail de résistance d'Irene Wosikowski change complètement après novembre 1942. Dans sa forme la plus simple, il s'agit de distribuer des exemplaires du journal au titre inoffensif Soldat am Mittelmeer (Soldat sur la Méditerranée) au personnel militaire allemand, en laissant des exemplaires sur des tables à l'extérieur des cafés où les soldats en congé aiment se rassembler,. Le journal contient cependant une propagande antifasciste visant, avec divers degrés de subtilité, à persuader les soldats allemands de déposer les armes.
Peu après l'invasion de la Zone libre, Irene Wosikowski déménage dans une autre partie de la ville et prend de nouvelles identités, comme Marie-« Louise Durand » et « Poulette Monier ». Elle fait équipe avec sa camarade Thea Saefkow et engage des conversations avec des soldats allemands qui ne sont pas en service, discutant du cours de la guerre et, le cas échéant, distribuant des brochures illégales de propagande anti-allemande. Au cours de cette activité, en juillet 1943 ou peu avant, Wosikowski se retrouve à discuter avec un marin allemand appelé Hermann Frischalowski de Cuxhaven. Il semble sincèrement convaincu par ses arguments pour quitter l'armée. Après une période de prudence, elle finit par croire en ses convictions anti-hitlériennes, mais il s'avère que peu de temps après leur première rencontre, il l'a dénoncée à la Gestapo.

### Arrestation et «interrogatoire»
Frischalowski lui demande de lui obtenir de faux documents d'identité et des vêtements civils, ce qui facilite son arrestation par la Gestapo le 26 juillet 1943. Selon les termes d'une note rédigée par la police de sécurité le 27 juillet, « sur la base de la dénonciation du marin Hermann Frischalowski, l'arrestation de l'émigrée allemande Irène Wosikowski a eu lieu à Marseille le 26 juillet 1943 ». Ce n'est qu'après un « interrogatoire intense » qu'elle révèle sa véritable identité. Après de longues journées de torture, elle confirme sa propre identité et le temps passé à Moscou. Malgré la torture, elle ne divulgue pas les noms des camarades avec lesquels elle travaille,,.

### Derniers mois
À l'automne 1943, elle est transférée à la prison de Fresnes, où d'autres tentatives infructueuses sont faites pour l'inciter à révéler l'identité de ses camarades de la Résistance. Le 30 octobre 1943, elle est transférée à la prison de Hambourg-Fuhlsbüttel. Là, l'interrogatoire sous la torture se poursuit, mais Wosikowski refuse toujours de trahir ses compagnons. Un rapport de la Gestapo daté du 5 avril 1944 déclare : « ... en ce qui concerne Marseille, elle [ne] nous a toujours pas dit toute la vérité. Il est impossible d’imaginer que l’accusée, qui doit être considérée comme un cadre, instruite selon les méthodes et les modalités du Parti communiste, ne comprenne vraiment pas l’organisation à laquelle elle appartient. On peut en déduire qu'elle est une militante endurcie qui veut protéger ses camarades et cacher leurs activités. ». Le mois précédent, sa mère Alice Wosikowski, qui a elle-même passé plusieurs années comme détenue dans une série de camps de concentration, reçoit de sa fille une notification de son retour à Hambourg. La mère et la fille ont une brève discussion dans le « bâtiment de la justice civile » du palais de justice. Alice Wosikowski rappellera plus tard les mots de sa fille : « Mère, s'ils vous disent que j'ai fait des aveux, ne le croyez pas. Je reste fidèle à notre cause ». L'un de ses interrogateurs à Hambourg est le Kriminalsekretär Heinrich Teege qui profite de la visite pour faire une offre à Alice Wosikowski : elle peut sauver la vie de sa fille si elle travaille pour la Gestapo, ce qu'elle refuse. Irene Wosikowski prend congé de sa codétenue le 20 avril 1944 et est emmenée pour son jugement, le 22 mai 1944 devant un tribunal de Hambourg. Le 9 juin 1944, elle est transférée à la prison pour femmes de Cottbus.
Enfin, Irene Wosikowski est transférée à la prison pour femmes de la Barminstrasse à Berlin. L'accusation est classique : « se prépare à commettre un acte de haute trahison » (Vorbereitung zum Hochverrat). Le 13 septembre 1944, le verdict et la sentence du Volksgerichtshof sont prononcées en personne par le président du tribunal, Roland Freisler : « Irene Wosikowski, incorrigible communiste depuis près de vingt ans, militante clandestine à Berlin depuis le début de l'ordre national-socialiste. Émigrée, élève de l'école Lénine de Moscou, qui l'a envoyée à Paris, d'où elle a harcelé l'État [allemand] avec des organisations communistes jusqu'au début de la guerre. En 1943, elle a tenté de diffuser de la propagande communiste aux soldats allemands à Marseille. Elle s'est ainsi rendue coupable de trahison au nom de nos ennemis et s'est déshonorée à perpétuité... Par son travail secret à Paris, elle a commis une lourde trahison contre le peuple allemand. Pour la pureté du peuple allemand et aussi pour assurer notre victoire contre les courants clandestins du défaitisme, elle doit être condamnée à mort. ».
Irene Wosikowski est la cent quatre-vingt-cinquième des deux cent quarante et une femmes exécutées à la prison de Plötzensee. Elle avait trente-quatre ans lorsqu'elle a été décapitée.

### Après sa mort
Le 13 janvier 1948, Alice Wosikowski dépose une plainte contre le marin Hermann Frischalowski au tribunal de district à Stade, dans laquelle elle l'accuse de « crime contre l'humanité et dénonciation pour des raisons politiques, ayant entraîné la mort ». Un tribunal rejette l’affaire contre l’ancien marin considérant que le marin a « fait son devoir contre des forces cherchant à démoraliser l’armée ». Alice Wosikowski fait appel de la décision, mais encore une fois, l'appel est rejeté car les actions du marin étaient conformes à la loi en vigueur à l'époque. Alice Wosikowski meurt en 1949.